# Stefan Niesiołowski
Stefan Konstanty Myszkiewicz-Niesiołowski (Kałęczewo (Polonia), 4 de febrero de 1944), político polaco de la Plataforma Cívica y biólogo. En PRL estuvo en Solidaridad.
En 1990 fundó con Marek Jurek y Wiesław Chrzanowski la Unión Cristiana Nacional(Zjednoczenie Chrześcijańsko Narodowe). Estuvo en Unión Cristiana Nacional hasta 2001. En 2005 se acercó a la Plataforma Cívica. Ahora es diputado del Senado de Polonia.